# Arrenurus kenki
Arrenurus kenki är en kvalsterart som beskrevs av Marshall 1944. Arrenurus kenki ingår i släktet Arrenurus och familjen Arrenuridae. Inga underarter finns listade i Catalogue of Life.